# Aconitum anthora
Aconitum anthora (L., 1753), comunemente noto come aconito antora, è una pianta erbacea perenne appartenente alla famiglia delle Ranunculaceae, originaria di un vasto areale esteso dall'Europa alla Mongolia.

## Etimologia
Il nome del genere (“Aconitum”) deriva dal greco akòniton (= “pianta velenosa”). La pianta infatti risulta conosciuta per l'alta sua tossicità fin dai tempi dell'antichità omerica. Con questo nome probabilmente veniva indicata una pianta velenosa endemica il cui habitat frequente era tra le rocce ripide di alcune zone della Grecia. Due sono le radici che vengono attribuite al nome: (1) akòne (= “pietra”) facendo riferimento al suo habitat; (2) koné (= “uccidere”), facendo ovviamente riferimento alla sua tossicità. Veniva anche usata come simbolo negativo (maleficio o vendetta) nella mitologia dei popoli mediterranei. L'epiteto specifico deriva (sempre dal greco) dalla radice  anthòs (= “fiore”) (insieme all'epiteto generico può quindi significare: “fiore velenoso”).

Il binomio scientifico attualmente accettato (Aconitum anthora) è stato proposto da Carl von Linné (1707 –  1778) biologo e scrittore svedese, considerato il padre della moderna classificazione scientifica degli organismi viventi, nella pubblicazione ”Species Plantarum” del 1753.

## Descrizione

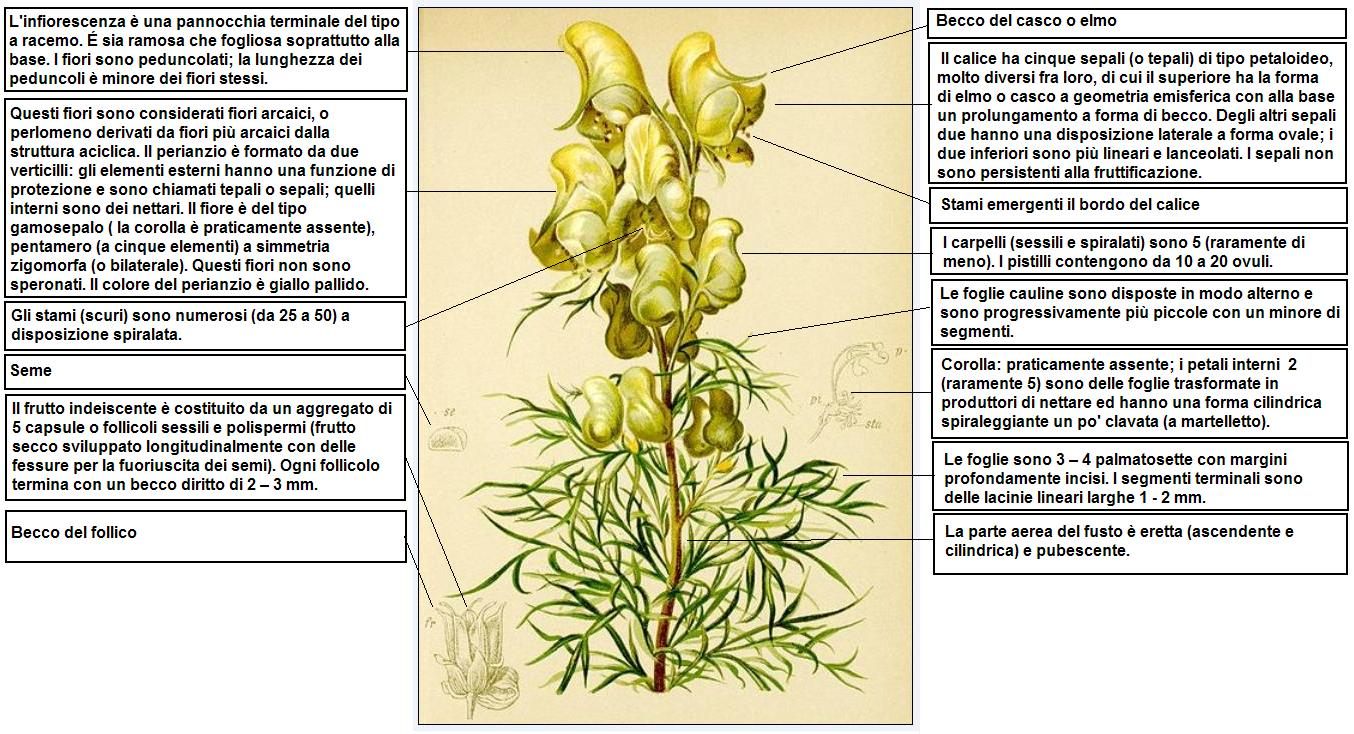
Descrizione delle parti della pianta

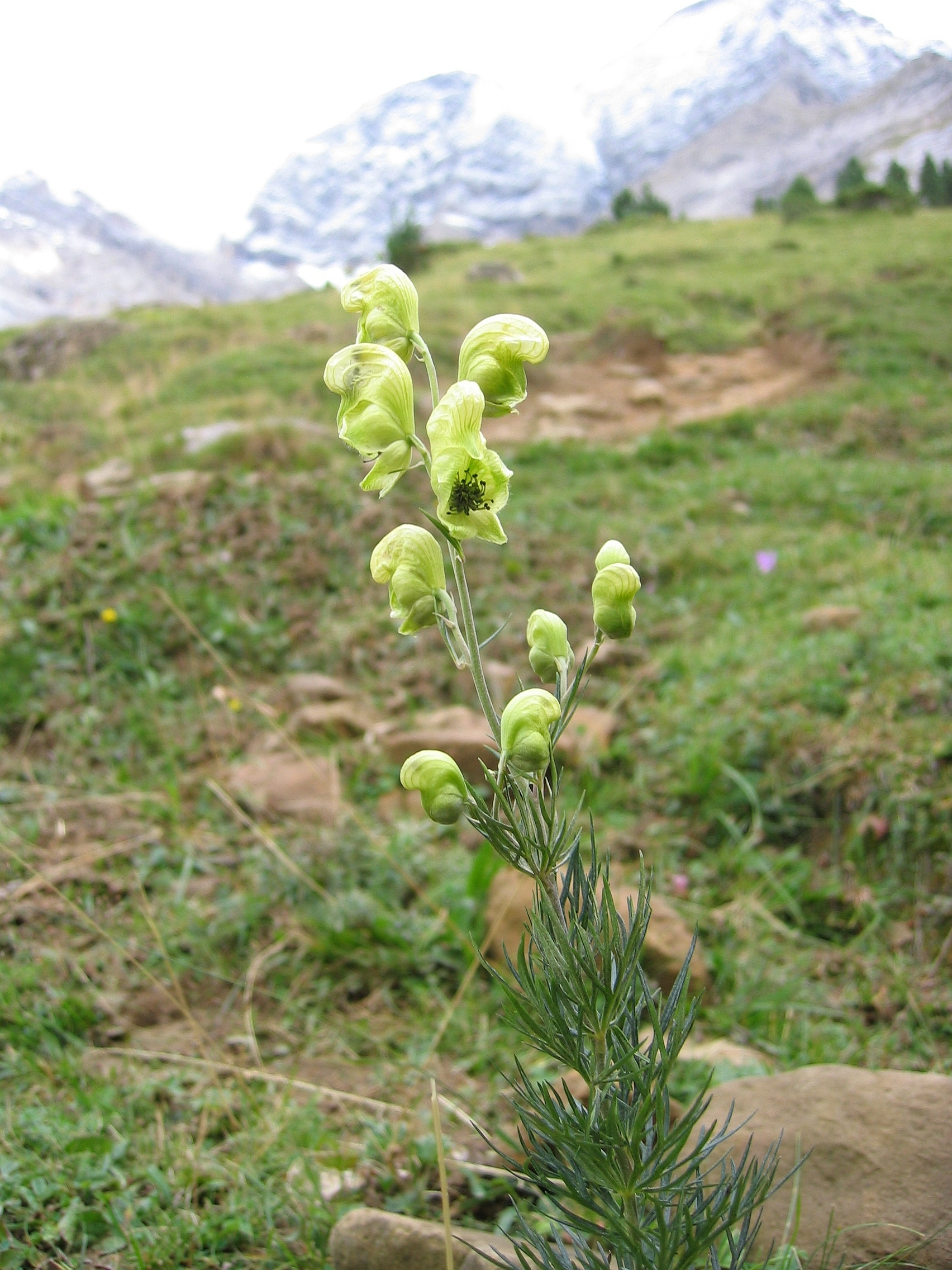
Il portamento

Sono piante erbacee, perenni la cui altezza può arrivare da 5 a 10 dm.  La forma biologica è definita come geofita rizomatosa (G rhiz), ossia sono piante che portano le gemme in posizione sotterranea. Durante la stagione avversa non presentano organi aerei e le gemme si trovano in organi sotterranei come rizomi, un fusto sotterraneo dal quale, ogni anno, si dipartono radici e fusti aerei. 

### Radici
Le radici sono secondarie da rizoma.

### Fusto
- Parte ipogea: la parte sotterranea è un rizoma ingrossato e tuberoso.
- Parte epigea: la parte aerea del fusto è eretta (ascendente e cilindrica) e pubescente.

### Foglie

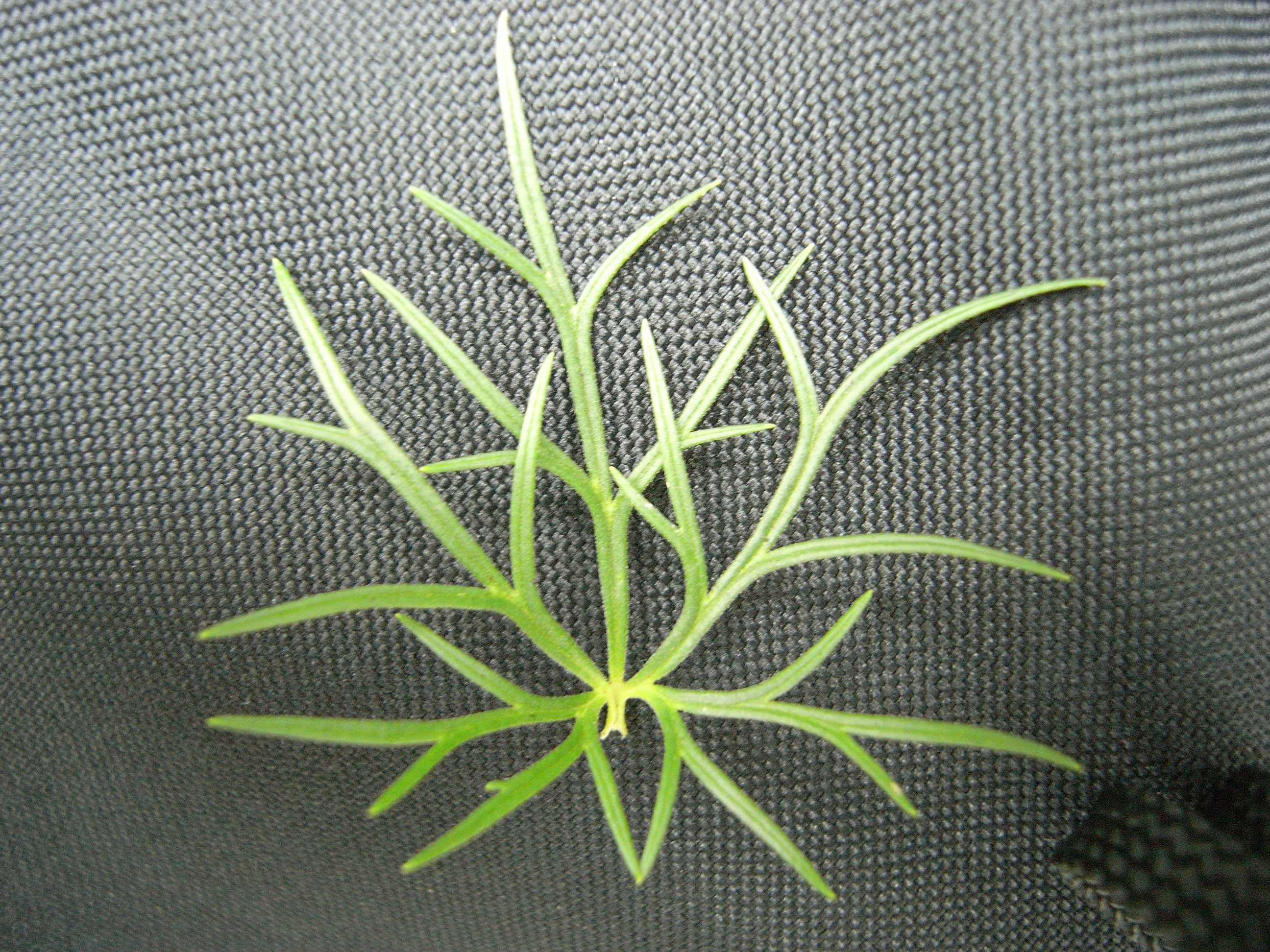
Le foglie

- Foglie basali: le foglie basali sono del tipo 3 – 4 palmatosette con margini profondamente incisi. I segmenti terminali sono delle lacinie lineari larghe 1 – 2 mm.
- Foglie cauline: le foglie cauline sono disposte in modo alterno e sono progressivamente più piccole con un minore di segmenti.

### Infiorescenza
L'infiorescenza è una pannocchia terminale del tipo a racemo. È sia ramosa che fogliosa soprattutto alla base. I fiori sono peduncolati; la lunghezza dei peduncoli è minore dei fiori stessi. Altezza dell'infiorescenza: 10 – 15 cm.

### Fiore

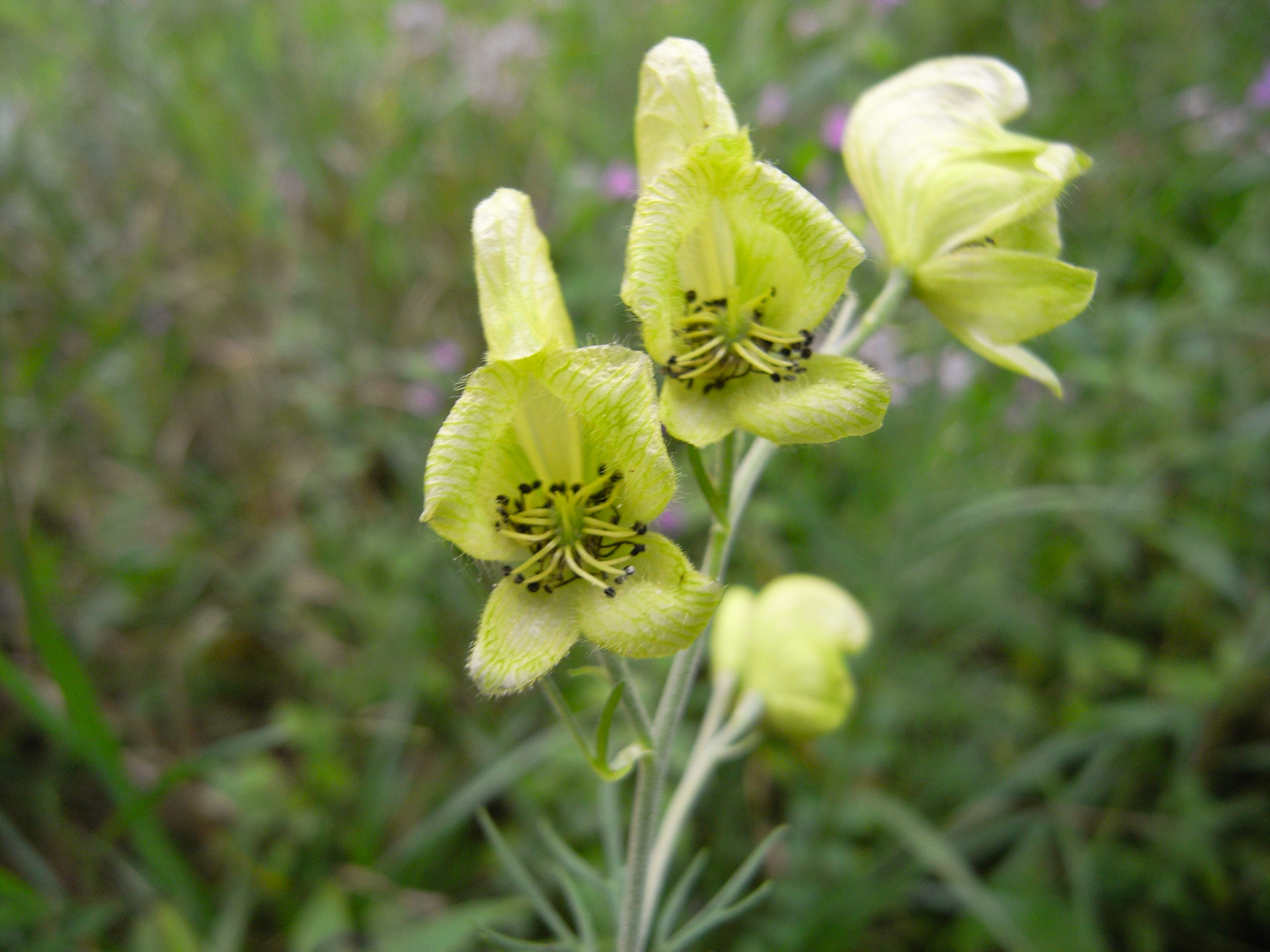
I fiori

Questi fiori sono considerati fiori arcaici, o perlomeno derivati da fiori più arcaici dalla struttura aciclica. Il perianzio è formato da due verticilli: gli elementi esterni hanno una funzione di protezione e sono chiamati tepali o sepali (la distinzione dei due termini in questo caso è ambigua e quindi soggettiva); quelli interni sono dei nettari (in questo fiore la corolla è praticamente assente). I fiori sono pentameri (a cinque elementi) a simmetria zigomorfa (o bilaterale). In questi fiori il calice non è speronato. Il colore del perianzio è giallo (pallido). Altezza del fiore: 15 – 20 mm.
- Formula fiorale: per questa pianta viene indicata la seguente formula fiorale:

x K 5, C 2, A numerosi, G 5 (supero)
- Calice: il calice ha cinque sepali (o tepali) di tipo petaloideo, molto diversi fra loro, di cui il superiore ha la forma di elmo o casco a geometria emisferica con alla base un prolungamento a forma di becco. Degli altri sepali due hanno una disposizione laterale a forma ovale; i due inferiori sono più lineari e lanceolati. I sepali non sono persistenti alla fruttificazione. Dimensione del casco: altezza 8 – 12 mm; larghezza 14 – 16 mm. Lunghezza del becco del casco: 1/3 del totale.
- Corolla: praticamente assente; i petali interni 2 (raramente 5) sono delle foglie trasformate in produttori di nettare ed hanno una forma cilindrica spiraleggiante un po' clavata (a martelletto).
- Androceo: gli stami (scuri) sono numerosi (da 25 a 50) a disposizione spiralata.
- Gineceo: i carpelli (sessili e spiralati) sono 5 (raramente di meno). I pistilli contengono da 10 a 20 ovuli.
- Fioritura: da agosto a settembre.

### Frutti
Il frutto è costituito da un aggregato di 5 capsule o follicoli sessili e polispermi (frutto secco sviluppato longitudinalmente con delle fessure per la fuoriuscita dei semi). Ogni follicolo termina con un becco diritto di 2 – 3 mm.

## Riproduzione
- Impollinazione: l'impollinazione è garantita soprattutto da diversi insetti, come api e vespe in quanto sono piante nettarifere (impollinazione entomogama).
- Riproduzione: la fecondazione avviene sia tramite l'impollinazione dei fiori (vedi sopra), ma anche per divisione del piede (propagazione tipicamente orticola).

## Distribuzione e habitat

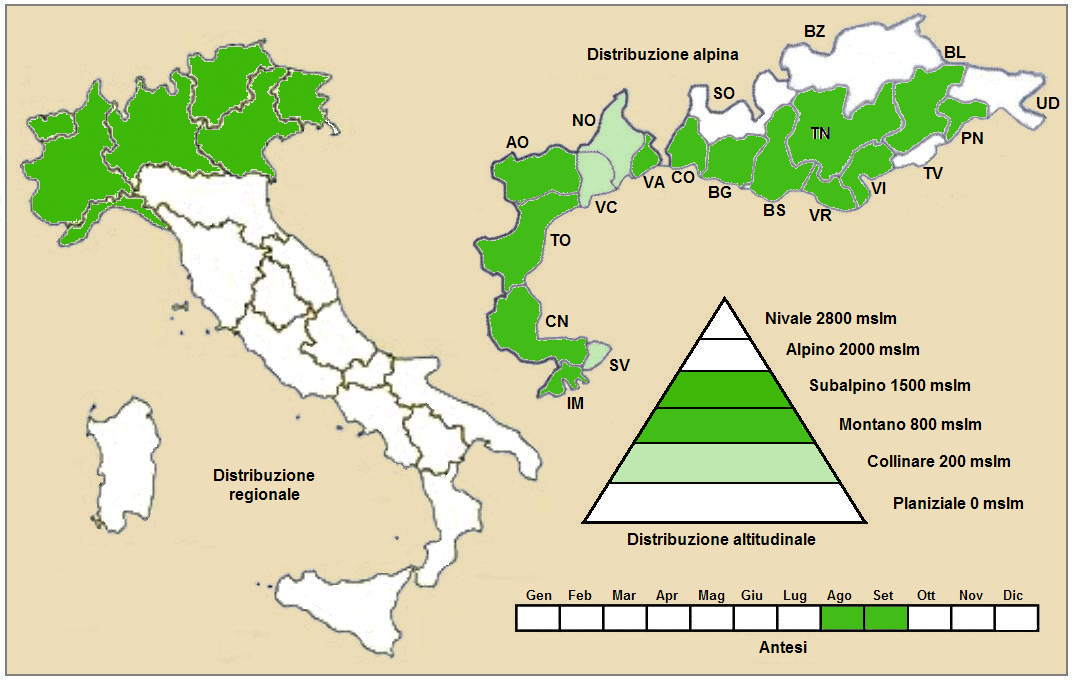
Distribuzione della pianta (Distribuzione regionale – Distribuzione alpina)

- Geoelemento: il tipo corologico (area di origine) è Orofita – Sud Europeo.
- Distribuzione: si trova raramente solo nelle Alpi in quasi tutte le province (escluse BZ, SO, UD, TV). Fuori dall'Italia (sempre nelle Alpi) si trova in Francia (dipartimenti di Alpes-de-Haute-Provence, Hautes-Alpes, Alpes-Maritimes, Drôme, Isère, Savoia, Alta Savoia) e in Austria (Länder della Stiria e Austria Inferiore). Sugli altri rilievi europei si trova nel Massiccio del Giura, Massiccio Centrale, Pirenei, Alpi Dinariche, Monti Balcani e Carpazi. È presente anche in Asia temperata.
- Habitat: l'habitat tipico sono le stazioni aride e rupestri; ma anche praterie, prati e pascoli dal piano collinare a quello subalpino.  Il substrato preferito è calcareo con pH basico, medi valori nutrizionali del terreno che deve essere secco.
- Distribuzione altitudinale: sui rilievi queste piante si possono trovare dai 300 fino a 1500 m s.l.m. (raramente fino a 2000 m s.l.m.); frequentano quindi i seguenti piani vegetazionali: montano e subalpino.

### Fitosociologia
Dal punto di vista fitosociologico la specie di questa voce appartiene alla seguente comunità vegetale:
Formazione: delle comunità delle macro- e megaforbie terrestri
Classe: Trifolio-Geranietea sanguinei
Ordine: Origanetalia vulgaris
Alleanza: Geranion sanguinei

## Tassonomia
Il genere Aconitum comprende 250 specie (una dozzina delle quali sono spontanee dei territori italiani) distribuite soprattutto nelle regioni temperate. La famiglia delle Ranunculaceae invece comprende oltre 2000 specie distribuite su circa 47 generi (2500 specie e 58 generi secondo altre fonti). 

Da un punto di vista sistematico (e pratico) le specie di questo genere vengono classificate in base al colore del fiore e alla forma. In questo caso il fiore “Aconito antora” appartiene al gruppo delle piante vellutate con cappuccio tanto lungo quanto largo.

Il numero cromosomico di A. anthora è: 2n = 32.

### Variabilità
Come tutte le specie di Aconitum, anche questa ha una grande variabilità facilitata da cause di isolamento e di ibridazione. Questo polimorfismo ha spinto più di qualche Autore a includerla nel Gruppo di Aconitum vulparia insieme alla vicina specie Aconitum lamarckii Rchb..  Attualmente queste due ultime specie (vulparia e lamarckii), secondo le più recenti checklist, insieme ad altre varietà sono state incluse in Aconitum lycoctonum L..

Nell'elenco che segue sono indicate alcune sottospecie, varietà e forme (non presenti in Italia). L'elenco può non essere completo e alcuni nominativi sono considerati da altri autori dei sinonimi della specie principale o anche di altre specie:
Sottospecie:
- A. anthora subsp. confertiflorum (DC.) Vorosch. (1975)
- A. anthora subsp. nemorosum (Bieb. ex Reichenb.) Vorosch. (1990)

Varietà:
- A. anthora var. atrovirens DC. (1817)
- A. anthora var. confertiflorum DC. (1817)
- A. anthora var. eulophum Ser. (1820)
- A. anthora var. gilvum Maxim.	(1889)
- A. anthora var. grandiflorum Reichenb. (1825)
- A. anthora var. inclinatum Ser. (1820)
- A. anthora var. jacquinianum Ser. (1820)
- A. anthora var. jacquinii (Reichenb.) Steudel (1840)
- A. anthora var. patulum Rouy & Foucaud (1893)
- A. anthora var. velutinum Rchb.
- A. anthora var. versicolor Steven ex Ser. (1823)

Forme:
- A. anthora fo. collinum Schur
- A. anthora fo. jacquinii Rchb.

### Sinonimi
Questa entità ha avuto nel tempo diverse nomenclature. L'elenco che segue indica alcuni tra i sinonimi più frequenti:
- Aconitum eulophum Rchb. (1819)
- Aconitum jacquinii Rchb. (1819)
- Aconitum nemorosum M.Bieb. (1819)
- Aconitum ochroleucum Salisb. (1796)
- Aconitum pseudanthora Blocki ex Pacz. (1981)

### Specie simili
Gli aconiti sono fiori di facile identificazione, e quelli gialli (almeno in Italia) sono praticamente di due specie (a parte le varietà): anthora e lycoctonum. Si distinguono soprattutto per le dimensioni dell'elmo: in lycoctonum (comprese varietà come vulparia, neapolitanum e lamarckii ormai inclusa in lycoctonum) l'elmo è 2 – 3 volte più alto che largo; mentre in anthora l'elmo è alto quanto largo.

## Usi

### Farmacia
È una pianta velenosa (contiene alcaloidi e glucosidi – soprattutto l'aconitina). I suoi fiori sono tra i più tossici della flora spontanea italiana. I sintomi per avvelenamento di questa pianta sono nausea, vomito, diarrea, bradicardia, aritmia e infine arresto cardiaco e morte. Nella medicina popolare, anticamente, veniva usata per i suoi effetti antidolorifici, sedativi e calmanti. 

### Giardinaggio
Queste piante vengono soprattutto coltivate come fiori ornamentali grazie all'elegante contrasto tra i fiori e il ricco e decorativo fogliame. Sono piante rustiche (di facile impianto e mantenimento) e si adattano a qualsiasi tipo di terreno. Superano facilmente i rigori dell'inverno.

## Altre notizie
Dato l'alto grado di tossicità di questa specie, sono stati fatti diversi studi e ricerche sul contenuto di flavonoidi (dei glicosidi) e alcaloidi nelle radici e in altre parti della pianta.